# Thalurania
Thalurania Gould, 1848 è un genere di uccelli della famiglia Trochilidae.

## Tassonomia
Il genere comprende le seguenti specie:
- Thalurania colombica (Bourcier, 1843)  —  driade capoblu, ninfa dei boschi coronata
- Thalurania ridgwayi  ( Eupherusa ridgwayi)   Nelson, 1900   —   driade del Messico
- Thalurania furcata (Gmelin, JF, 1788)  —  driade codaforcuta, ninfa di bosco codaforcuta
- Thalurania watertonii (Bourcier, 1847)  —  driade codalunga, ninfa di bosco codalunga
- Thalurania glaucopis (Gmelin, JF, 1788)   —  driade capoviola, ninfa di bosco corona violetta